# 2006年川渝旱灾
2006年川渝旱灾指的是2006年夏，中国四川、重庆等地遭遇大旱，部分地区遭遇100年一遇的特大旱灾。一些地区气温多次超过40摄氏度，最高更达到44度。持续高温少雨导致土壤失墒严重，伏旱迅速发展加重。截至8月底，重庆全市因旱受灾人口达2100万人，820.4万人发生临时饮水困难，农作物受灾面积132.7万公顷，绝收37.5万公顷，直接经济损失达90.7亿元；四川全省700多万人出现临时饮水困难，农作物受旱206.7万公顷，成灾116.6万公顷，绝收31.1万公顷，损失粮食481.4万吨，造成直接经济损失125.7亿元。
9月上旬，受到北方南下的冷空气影响，当地气温开始下降并伴有降雨过程，及进行实施人工增雨，旱情得到初步的缓解。抗旱救灾引发了对平时忽视水利设施建设的反思，统计表明重视水利设施建设和不重视水利设施建设的抗旱救灾效果截然不同。

## 后续影响
由于2006年夏季干旱后，重庆各地农用蓄水枯竭，随之而来的冬季降水量本身就少，蓄水未得到有效补充，以至于2007年春季发生了小规模的春旱。2007年入夏以来，川渝地区仍然是持续干旱。

## 成因
部分学者（如北京地理环境学者王红旗）认为这次旱灾与三峡工程有关，但政府部门并不认同这一观点。